# Cabaret (musical)
Cabaret é um musical com músicas de John Kander, letras de Fred Ebb e libreto de Joe Masteroff. A produção original na Broadway no ano de 1966 foi um enorme sucesso, e acabou gerando inúmeras outras produções além de um filme em 1972.
Ele foi baseado na peça I Am a Camera, escrita em 1951 por John Van Druten, que por sua vez era uma adaptação do romance Goodbye to Berlin, escrito em 1939 por Christopher Isherwood. Se passando em 1931 enquanto os nazistas estão chegando no poder, Cabaret se foca na vida noturna no Kit Kat Klub, principalmente na relação de Sally Bowles, uma cantora britânica, com o jovem escritor norte-americano Cliff Bradshaw.
Um subenredo gira em torno do romance entre a dona alemã de uma pensão, Fräulein Schneider, e seu pretendente judeu, Herr Schultz, um vendedor de frutas. Supervisionando todas as ações do Kit Kat Klub está o Mestre de Cerimônias, que também atua como metáfora para o estado de ameaça vivido durante a República de Weimar.

## Produções brasileiras

### 1989
A primeira produção nacional foi em 1989, no Teatro Procópio Ferreira em São Paulo, dirigida por Jorge Takla, estrelada por Beth Goulart como Sally Bowles e o Mestre de Cerimônias vivido por Diogo Vilela. Na ocasião, Claudia Raia foi convidada pelo diretor Takla para interpretar a protagonista, mas se viu obrigada a declinar por estar comprometida com uma novela.

### 2011
A segunda produção inédita, de Sandro Chaim, apresentou-se de 2011 à 2013, em São Paulo, Paulínia, Belo Horizonte, Curitiba, Porto Alegre, Rio de Janeiro e Brasília. A montagem contou com versão brasileira de Miguel Falabella, direção de José Possi Neto e foi protagonizado por Claudia Raia (Sally Bowles) e Jarbas Homem de Mello (Mestre de Cerimônias). A produção recebeu inúmeras indicações à premiações, contando com 150 figurinos de Fábio Namatame e cenários desenhados para fazer com que o público se sentisse dentro de um cabaré.

### 2024
Em 2024, o espetáculo ganhou uma nova versão brasileira com temporada de 8 de março de 2024 à 12 de maio de 2024, no 033 Rooftop, em São Paulo. A montagem teve direção de Kleber Montanheiro, direção musical de Fernanda Maia, coreografia de Barbara Guerra e versão brasileira assinada por Mariana Elisabetsky. O elenco contou com nomes conhecidos da cena teatral brasileira como Fabi Bang (Sally Bowles), Ícaro Silva (Cliff Bradshaw) e André Torquato (Emcee). A produção brasileira recriou de forma imersiva a atmosfera do Cabaret, com experiência gastronômica com jantar inspirado na gastronomia da Alemanha e apresentando alguns números de cabaré até o começo do show.